# ژبراک
ژبراک (به لاتین: Žebrák) یک منطقهٔ مسکونی در جمهوری چک است که در شهرستان برون واقع شده‌است. ژبراک ۸٫۵۱ کیلومتر مربع مساحت و ۲٬۱۴۱ نفر جمعیت دارد و ۳۴۲ متر بالاتر از سطح دریا واقع شده‌است.